# Jafarabad
Jafarabad là một thị xã và là một nagar panchayat của quận Jaunpur thuộc bang Uttar Pradesh, Ấn Độ.

## Nhân khẩu
Theo điều tra dân số năm 2001 của Ấn Độ, Jafarabad có dân số 8801 người. Phái nam chiếm 50% tổng số dân và phái nữ chiếm 50%. Jafarabad có tỷ lệ 58% biết đọc biết viết, thấp hơn tỷ lệ trung bình toàn quốc là 59,5%: tỷ lệ cho phái nam là 68%, và tỷ lệ cho phái nữ là 48%. Tại Jafarabad, 20% dân số nhỏ hơn 6 tuổi.